# Veliki komet iz leta 1823
Véliki komet iz leta 1823 (uradna oznaka C/1823 Y1) je neperiodični komet, ki ga je 24. decembra 1823 opazilo večje število opazovalcev. Tako ni možno ugotoviti, kdo je bil prvi.

## Značilnosti
Komet je imel parabolično tirnico. Soncu se je najbolj približal 9. decembra 1823 na razdaljo 0,227 a.e..